# Any Other Day
Any Other Day es un sencillo de la cantante y actriz estadounidense Hilary Duff.
La canción fue grabada en el mes de noviembre del año 2008 y fue usada para la banda sonora de la película What Goes Up. Fue grabada en el set de la película.
El productor ejecutivo de What Goes Up afirmó que la película había tardado en completarse por la razón de querer incorporar el sencillo en la banda sonora de la película, y no fue hasta el mes de noviembre del año 2008 que pudo hacerlo.
Any Other Day fue publicada en iTunes el 5 de mayo de 2009.
- Datos: Q2883030